# Phthiridium simile
Phthiridium simile är en tvåvingeart som beskrevs av Hurka 1984. Phthiridium simile ingår i släktet Phthiridium och familjen lusflugor.
Artens utbredningsområde är Tadzjikistan. Inga underarter finns listade i Catalogue of Life.